# Schweizer Sporthilfe
Die Stiftung Schweizer Sporthilfe ist eine nicht-subventionierte, gemeinnützige Non-Profit-Organisation. Zusammen mit Swiss Olympic und dem Bundesamt für Sport gehört sie zu den wichtigsten Sportorganisationen des Landes.
Seit ihrer Gründung 1970 wurden rund 17'500 Athleten mit mehr als 125 Millionen Franken unterstützt. Die Fördergelder werden über Fundraising generiert, unter anderem von Stiftungen und Partnerunternehmen wie Swiss Olympic aber auch von der Sport-Toto-Gesellschaft bzw. den Schweizer Lotteriegesellschaften Swisslos und Loterie Romande.
Dem Stiftungsrat der Schweizer Sporthilfe gehören Persönlichkeiten aus Wirtschaft, Recht und Sport an. Den Vorsitz teilen sich Urs Wietlisbach (Mitgründer Partners Group AG) und Bernhard Heusler (Mitgründer HWH AG) als Co-Präsidenten. Unterstützt werden sie unter anderem von Thomas Amstutz (CEO Feldschlösschen Getränke AG) als Vizepräsident sowie von Vertreterinnen und Vertretern aus dem Exekutivrat von Swiss Olympic wie Nora Willi, Kathrin Lehmann und der ehemaligen Freestyle-Skifahrerin Virginie Faivre.
Von 2004 bis 2011 konzentrierte sich die Stiftung auf die gezielte Förderung leistungsorientierter Nachwuchstalente. 2012 hat sie die gesamte individuelle Förderung im Schweizer Sport, vom Nachwuchs bis zur Elite, übernommen. Die Stiftung fördert jährlich fast 1'100 leistungsorientierte Athleten aus rund 80 Sportarten mit 10,6 Millionen Franken in Form von Förderbeiträgen, Patenschaften und Auszeichnungen. Möglichst viele von ihnen sollen internationale Spitzenplätze erreichen.
Unter anderem profitierten Fabian Cancellara (Rad; Olympiasieger 2008), Nicola Spirig (Triathlon; Olympiasiegerin 2012 und Olympiazweite 2016), Giulia Steingruber (Kunstturnen; Olympiadritte 2016, WM-Dritte 2017, mehrfache Europameisterin) und Nino Schurter (Mountainbike; Olympiasieger 2016, Olympiazweiter 2012 und Olympiadritter 2008) von Fördergeldern. 
Zu den geförderten Sportlerinnen und Sportlern gehören etwa Angelica Moser, Europameisterin im Stabhochsprung 2024, Antonio Djakovic, der bei den Europameisterschaften 2024 zweimal Bronze im Schwimmen gewann, sowie Elia Colombo, Olympiadiplomgewinner 2024 im Windsurfen. Auch Sofia Meakin, EM-Silbermedaillengewinnerin im Leichtgewichts-Einer, und der Freestyle-Snowboarder Nicolas Huber, mehrfacher Medaillengewinner bei Weltmeisterschaften, profitieren vom Programm.
Mit dem Nachwuchs-Preis verleiht die Stiftung jedes Jahr Schweizer Nachwuchssportler. Zudem findet Ende Oktober / Anfang November jeweils der Sporthilfe Super10Kampf statt. Zu den weiteren von der Sporthilfe organisierten Veranstaltungen zählt auch die Soirée Romande, an der die Stiftung die hoffnungsvollsten Nachwuchsathleten der Westschweiz auszeichnet.
Im Hauptsitz in Ittigen bei Bern und in der Geschäftsstelle in Zürich sind zusammen 21 Personen engagiert. Die Sporthilfe arbeitet organisatorisch eng mit ihrer Stifterin Swiss Olympic zusammen.